# Viglius
Viglius (rettelig: Wigle van Aytta van Zwichem, født 19. oktober 1507 i Swichum, død 5. maj 1577 i Bruxelles) var en frisisk født nederlandsk statsmand og jurist.

## Liv og gerning
Han studerede ved forskellige universiteter - blandt andre ved Louvain, Dole og Bourges - hovedsagelig rettende sig til studiet af retspraksis, og bagefter besøgte han mange af de vigtigste steder for undervisning i Europa. Hans store evner tiltrak opmærksomhed hos Erasmus af Rotterdam og andre berømte mænd, og hans berømmelse var snart bred og generel.
Efter at have undervist i jura ved universiteterne i Bourges og Padova, accepterede han en retslig stilling under biskoppen af Münster, hvilken han fratrådte i 1535 for at har blive assessor ved den kejserlige domstol (Reichskammergericht). Han ville dog ikke påtage sig posten som vejleder til Philip, søn af kejser Karl V. Han ville heller ikke acceptere nogen af de mange lukrative og ansete positioner man tilbød ham fra forskellige europæiske fyrsters side, men foretrak i stedet at forblive på universitetet i Ingolstadt, hvor han for fem år besatte en professorstilling.
I 1542 begyndte en officiel forbindelse mellem Viglius og Nederlandene. På kejserens opfordring blev han medlem af rådet for Mechlin, og nogle år senere præsident for dette organ. Andre ansvarlige stillinger blev betroet ham, og han blev snart en af de mest betroede blandt ministre for Karl V, som han ledsagede under krigen mod det Schmalkaldiske forbund i 1546. Hans hurtige stigning i kejserens anseelse var sandsynligvis på grund af hans enorme lager af læring, som var nyttigt til at hævde de kejserlige rettigheder, hvor tvister opstod mellem imperiet og godser.
Han blev alment betragtet som forfatteren af ediktet mod tolerance udstedt i 1550, en øre, han benægtede, idet han tværtimod hævdede, at han forgæves havde forsøgt at få Karl til at ændre sin strenghed. Da kejseren abdicerede i 1555, var Viglius også rede til at gå på pension, men på foranledning af kong Fiip II. forblev han på sin post og blev belønnet ved blandt andet at blive gjort koadjutor abbed i St. Bavon.
I 1559, da Margareta, hertuginde af Parma blev regent i Nederlandene, var Viglius et vigtigt medlem af den lille kreds, som hjalp hende i arbejdet i regeringen. Han var formand for statsrådet, medlem, og efterfølgende formand for statsrådet, og et medlem af udvalget for statsrådet kaldet consulta. Men hans ønske om at træde tilbage vendte snart tilbage. I 1565 fik han lov til at opgive formandskabet for statsrådet, men blev overtalt til at beholde sit andre poster. Men han havde mistet sin gunst hos Margarete, der over for Filip beskyldte ham af uærlighed og simoni, ligesom hans rettroenhed blev mistænkt. Da hertugen af Alba ankom til Holland havde Viglius først bistået ham, men efterfølgende var han imod hertugens planer om afpresning, og søgte at få Philip til selv at besøge Nederlandene. Hans helbred var nu svækket, og hans arbejde var næsten forbi. Efter at have lidt under en kort fængselsstraf sammen med de øvrige medlemmer af statsrådet i 1576, døde han i Bruxelles den 5. maj 1577, og blev begravet i klosteret St. Bavon.
Viglius var en fortaler for fred og mådehold, og som sådan kunne ikke forvente støtte eller sympati fra høge fra begge sider af sagen og hans moderate position blev uholdbar. Han var uden tvivl grisk og akkumulerede stor rigdom, hvoraf en del blev overladt til at grundlægge et hospital i hans fødeby, Swichum, og et kollegium ved universitetet i Louvain. Han giftede sig med en rig dame, Jacqueline Damant, men havde ingen børn.

## Forfatterskab
Han skrev en dagbog, Tagebuch des Schmalkaldischen Donaukriegs, redigeret af A. von Drullel (München, 1877), og nogle af hans foredrag blev udgivet under titlen Cornmentarii i decem Instilutionum ilulos (Lyon, 1564). Hans Vita et Opera Historica findes i Analecta Belgica udgivet af C. P. Hoynck van Papendrecht (Haag, 1743).

### Værkfortegnelse
- Commentaria i decem titulos Institutionum juris civilis (udgivelse Basel, 1534)
- Epistolae et politicae historicae ad Joach. Hopperum (udgivelse Leeuwarden, 1661)
- Viglii Vita ab ipso scripta (Haag, 1743)

1. ↑  Navnet er anført på bokmål og stammer fra Wikidata hvor navnet endnu ikke findes på dansk.
2. ↑  Navnet er anført på engelsk og stammer fra Wikidata hvor navnet endnu ikke findes på dansk.